# Бетлеми (Сенакский муниципалитет)
Бетлеми (груз. ბეთლემი) — село в Грузии, на территории Сенакского муниципалитета края (мхаре) Самегрело-Верхняя Сванетия.

## География
Село находится в западной части Грузии, на правом берегу реки Техури, вблизи места впадения в неё реки Гурдземи, на расстоянии приблизительно 12 километров (по прямой) к северо-востоку от города Сенаки, административного центра муниципалитета. Абсолютная высота — 112 метров над уровнем моря.

## Население
По результатам официальной переписи населения 2014 года в Бетлеми проживало 226 человек (116 мужчин и 110 женщин). В национальной структуре населения грузины составляли 100 %.
| Год  | Население, человек |
| ---- | ------------------ |
| 2002 | 346                |
| 2014 | ↘ 226              |